# الرقوطي
محمد بن أحمد بن أبي بكر القرقوطي المرسي، ذكره ابن حجر العسقلاني في «الدرر الكامنة في أعيان المائة الثامنة» ولم يذكر وفاته، بل نقل عن لسان الدين ابن الخطيب أنه كان عارفًا بالفنون القديمة من المنطق والهندسة والطب والموسيقى. ولما تغلب الروم 46 على مرسية أكرمه ملكهم، وبنى له مدرسة فكان يقرئ بها المسلمين واليهود والنصارى جميع ما يرغبون بألسنتهم، ثم استقدمه ثاني الملوك من بني نصر، وأشاد بذكره، وأخذ عنه الجم الغفير، وكان يعده لمن يفد عليه من أصحاب الفنون فيجاريهم فيغلبهم غالبًا، ولم يزل علي ذلك إلى أن مات.